# Prvaci Engleske u nogometu
Engleski nogometni prvaci pobjednici su najvišeg natjecanja u engleskom nogometu, a trenutačno naviši rang engleskog nogometa je FA Premier liga. Momčadi koje su podebljane su u jednoj sezoni osvojili dvostruku krunu Englesko prvenstvo i FA kup ili dvostruku krunu u europskom natjecanju, npr. englesko prvenstvo i Europski kup.

## Popis po sezonama
| Godina                                         | Pobjednik (broj titula)                                               | Drugoplasirani                                                        | Trećeplasirani                                                        | Zlatna kopačka (Najbolji strijelac)                                                                     |
| Football League (1888. – 1892.)                | Football League (1888. – 1892.)                                       | Football League (1888. – 1892.)                                       | Football League (1888. – 1892.)                                       | Football League (1888. – 1892.)                                                                         |
| ---------------------------------------------- | --------------------------------------------------------------------- | --------------------------------------------------------------------- | --------------------------------------------------------------------- | --- |
| 1888./89.                                      | Preston North End[2] (1)                                              | Aston Villa                                                           | Wolverhampton Wanderers                                               | John Goodall (Preston North End) (21 gol)                                                               |
| 1889./90.                                      | Preston North End (2)                                                 | Everton                                                               | Blackburn Rovers                                                      | Jimmy Ross (Preston North End) (24)                                                                     |
| 1890./91.                                      | Everton (1)                                                           | Preston North End                                                     | Notts County                                                          | Jack Southworth (Blackburn Rovers) (26)                                                                 |
| 1891./92.                                      | Sunderland (1)                                                        | Preston North End                                                     | Bolton Wanderers                                                      | John Campbell (Sunderland) (32)                                                                         |
| Football League First Division (1892. – 1992.) |                                                                       |                                                                       |                                                                       | |
| 1892./93.                                      | Sunderland (2)                                                        | Preston North End                                                     | Everton                                                               | John Campbell (Sunderland) (31)                                                                         |
| 1893./94.                                      | Aston Villa (1)                                                       | Sunderland                                                            | Derby County                                                          | Jack Southworth (Everton) (27)                                                                          |
| 1894./95.                                      | Sunderland (3)                                                        | Everton                                                               | Aston Villa                                                           | John Campbell (Sunderland) (22)                                                                         |
| 1895./96.                                      | Aston Villa (2)                                                       | Derby County                                                          | Everton                                                               | Johnny Campbell (Aston Villa) i Steve Bloomer (Derby County) (20)                                       |
| 1896./97.                                      | Aston Villa (3)                                                       | Sheffield United                                                      | Derby County                                                          | Steve Bloomer (Derby County) (22)                                                                       |
| 1897./98.                                      | Sheffield United (1)                                                  | Sunderland                                                            | Wolverhampton Wanderers                                               | Fred Wheldon (Aston Villa) (21)                                                                         |
| 1898./99.                                      | Aston Villa (4)                                                       | Liverpool                                                             | Burnley                                                               | Steve Bloomer (Derby County) (23)                                                                       |
| 1899./00.                                      | Aston Villa (5)                                                       | Sheffield United                                                      | Sunderland                                                            | Billy Garraty (Aston Villa) (27)                                                                        |
| 1900./01.                                      | Liverpool (1)                                                         | Sunderland                                                            | Notts County                                                          | Steve Bloomer (Derby County) (23)                                                                       |
| 1901./02.                                      | Sunderland (4)                                                        | Everton                                                               | Newcastle United                                                      | Jimmy Settle (Everton) (18)                                                                             |
| 1902./03.                                      | The Wednesday (1)                                                     | Aston Villa                                                           | Sunderland                                                            | Sam Raybould (Liverpool) (31)                                                                           |
| 1903./04.                                      | The Wednesday (2)                                                     | Manchester City                                                       | Everton                                                               | Steve Bloomer (Derby County) (20)                                                                       |
| 1904./05.                                      | Newcastle United (1)                                                  | Everton                                                               | Manchester City                                                       | Arthur Brown (Sheffield United) (22)                                                                    |
| 1905./06.                                      | Liverpool (2)                                                         | Preston North End                                                     | Sheffield Wednesday                                                   | Albert Shepherd (Bolton Wanderers) (26)                                                                 |
| 1906./07.                                      | Newcastle United (2)                                                  | Bristol City                                                          | Everton                                                               | Alex Young (Everton) (30)                                                                               |
| 1907./08.                                      | Manchester United (1)                                                 | Aston Villa                                                           | Manchester City                                                       | Enoch West (Nottingham Forest) (27)                                                                     |
| 1908./09.                                      | Newcastle United (3)                                                  | Everton                                                               | Sunderland                                                            | Bert Freeman (Everton) (38)                                                                             |
| 1909./10.                                      | Aston Villa (6)                                                       | Liverpool                                                             | Blackburn Rovers                                                      | Jack Parkinson (Liverpool) (30)                                                                         |
| 1910./11.                                      | Manchester United (2)                                                 | Aston Villa                                                           | Sunderland                                                            | Albert Shepherd (Newcastle United) (25)                                                                 |
| 1911./12.                                      | Blackburn Rovers (1)                                                  | Everton                                                               | Newcastle United                                                      | Harry Hampton (Aston Villa), George Holley (Sunderland) i David McLean (The Wednesday) (25)             |
| 1912./13.                                      | Sunderland (5)                                                        | Aston Villa                                                           | Sheffield Wednesday                                                   | David McLean (The Wednesday) (30)                                                                       |
| 1913./14.                                      | Blackburn Rovers (2)                                                  | Aston Villa                                                           | Middlesbrough                                                         | George Elliott (Middlesbrough) (32)                                                                     |
| 1914./15.                                      | Everton (2)                                                           | Oldham Athletic                                                       | Blackburn Rovers                                                      | Bobby Parker (Everton) (35)                                                                             |
| 1916. – 1919.                                  | Nije se igralo zbog Prvog svjetskog rata                              | Nije se igralo zbog Prvog svjetskog rata                              | Nije se igralo zbog Prvog svjetskog rata                              | Nije se igralo zbog Prvog svjetskog rata                                                                |
| 1919./20.                                      | West Bromwich Albion (1)                                              | Burnley                                                               | Chelsea                                                               | Fred Morris (West Bromwich Albion) (37)                                                                 |
| 1920./21.                                      | Burnley (1)                                                           | Manchester City                                                       | Bolton Wanderers                                                      | Joe Smith (Bolton Wanderers) (38)                                                                       |
| 1921./22.                                      | Liverpool (3)                                                         | Tottenham Hotspur                                                     | Burnley                                                               | Andy Wilson (Middlesbrough) (31)                                                                        |
| 1922./23.                                      | Liverpool (4)                                                         | Sunderland                                                            | Huddersfield Town                                                     | Charlie Buchan (Sunderland) (30)                                                                        |
| 1923./24.                                      | Huddersfield Town (1)                                                 | Cardiff City                                                          | Sunderland                                                            | Wilf Chadwick (Everton) (28)                                                                            |
| 1924./25.                                      | Huddersfield Town (2)                                                 | West Bromwich Albion                                                  | Bolton Wanderers                                                      | Frank Roberts (Manchester City) (31)                                                                    |
| 1925./26.                                      | Huddersfield Town (3)                                                 | Arsenal                                                               | Sunderland                                                            | Ted Harper (Blackburn Rovers) (43)                                                                      |
| 1926./27.                                      | Newcastle United (4)                                                  | Huddersfield Town                                                     | Sunderland                                                            | Jimmy Trotter (The Wednesday) (37)                                                                      |
| 1927./28.                                      | Everton (3)                                                           | Huddersfield Town                                                     | Leicester City                                                        | Dixie Dean (Everton) (60)                                                                               |
| 1928./29.                                      | The Wednesday (3)                                                     | Leicester City                                                        | Aston Villa                                                           | Dave Halliday (Sunderland) (43)                                                                         |
| 1929./30.                                      | Sheffield Wednesday (4)                                               | Derby County                                                          | Manchester City                                                       | Vic Watson (West Ham United) (41)                                                                       |
| 1930./31.                                      | Arsenal (1)                                                           | Aston Villa                                                           | Sheffield Wednesday                                                   | Tom 'Pongo' Waring (Aston Villa) (49)                                                                   |
| 1931./32.                                      | Everton (4)                                                           | Arsenal                                                               | Sheffield Wednesday                                                   | Dixie Dean (Everton) (44)                                                                               |
| 1932./33.                                      | Arsenal (2)                                                           | Aston Villa                                                           | Sheffield Wednesday                                                   | Jack Bowers (Derby County) (35)                                                                         |
| 1933./34.                                      | Arsenal (3)                                                           | Huddersfield Town                                                     | Tottenham Hotspur                                                     | Jack Bowers (Derby County) (34)                                                                         |
| 1934./35.                                      | Arsenal (4)                                                           | Sunderland                                                            | Sheffield Wednesday                                                   | Ted Drake (Arsenal) (42)                                                                                |
| 1935./36.                                      | Sunderland (6)                                                        | Derby County                                                          | Huddersfield Town                                                     | W. G. Richardson (West Bromwich Albion) (39)                                                            |
| 1936./37.                                      | Manchester City (1)                                                   | Charlton Athletic                                                     | Arsenal                                                               | Freddie Steel (Stoke City) (33)                                                                         |
| 1937./38.                                      | Arsenal (5)                                                           | Wolverhampton Wanderers                                               | Preston North End                                                     | Tommy Lawton (Everton) (28)                                                                             |
| 1938./39.                                      | Everton (5)                                                           | Wolverhampton Wanderers                                               | Charlton Athletic                                                     | Tommy Lawton (Everton) (35)                                                                             |
| 1939./40.                                      | Prvenstvo prekinuto nakon tri kola zbog početka Drugog svjetskog rata | Prvenstvo prekinuto nakon tri kola zbog početka Drugog svjetskog rata | Prvenstvo prekinuto nakon tri kola zbog početka Drugog svjetskog rata | Prvenstvo prekinuto nakon tri kola zbog početka Drugog svjetskog rata                                   |
| 1940. – 1946.                                  | Nije se igralo zbog Drugog svjetskog rata                             | Nije se igralo zbog Drugog svjetskog rata                             | Nije se igralo zbog Drugog svjetskog rata                             | Nije se igralo zbog Drugog svjetskog rata                                                               |
| 1946./47.                                      | Liverpool (5)                                                         | Manchester United                                                     | Wolverhampton Wanderers                                               | Dennis Westcott (Wolverhampton Wanderers) (37)                                                          |
| 1947./48.                                      | Arsenal (6)                                                           | Manchester United                                                     | Burnley                                                               | Ronnie Rooke (Arsenal) (33)                                                                             |
| 1948./49.                                      | Portsmouth (1)                                                        | Manchester United                                                     | Derby County                                                          | Willie Moir (Bolton Wanderers) (25)                                                                     |
| 1949./50.                                      | Portsmouth (2)                                                        | Wolverhampton Wanderers                                               | Sunderland                                                            | Dickie Davis (Sunderland) (25)                                                                          |
| 1950./51.                                      | Tottenham Hotspur (1)                                                 | Manchester United                                                     | Blackpool                                                             | Stan Mortensen (Blackpool) (30)                                                                         |
| 1951./52.                                      | Manchester United (3)                                                 | Tottenham Hotspur                                                     | Arsenal                                                               | George Robledo (Newcastle United) (33)                                                                  |
| 1952./53.                                      | Arsenal (7)                                                           | Preston North End                                                     | Wolverhampton Wanderers                                               | Charlie Wayman (Preston North End) (24)                                                                 |
| 1953./54.                                      | Wolverhampton Wanderers (1)                                           | West Bromwich Albion                                                  | Huddersfield Town                                                     | Jimmy Glazzard (Huddersfield Town) (29)                                                                 |
| 1954./55.                                      | Chelsea (1)                                                           | Wolverhampton Wanderers                                               | Portsmouth                                                            | Ronnie Allen (West Bromwich Albion) (27)                                                                |
| 1955./56.                                      | Manchester United (4)                                                 | Blackpool                                                             | Wolverhampton Wanderers                                               | Nat Lofthouse (Bolton Wanderers) (33)                                                                   |
| 1956./57.                                      | Manchester United (5)                                                 | Tottenham Hotspur                                                     | Preston North End                                                     | John Charles (Leeds United) (38)                                                                        |
| 1957./58.                                      | Wolverhampton Wanderers (2)                                           | Preston North End                                                     | Tottenham Hotspur                                                     | Bobby Smith (Tottenham Hotspur) (36)                                                                    |
| 1958./59.                                      | Wolverhampton Wanderers (3)                                           | Manchester United                                                     | Arsenal                                                               | Jimmy Greaves (Chelsea) (33)                                                                            |
| 1959./60.                                      | Burnley (2)                                                           | Wolverhampton Wanderers                                               | Tottenham Hotspur                                                     | Dennis Viollet (Manchester United) (32)                                                                 |
| 1960./61.                                      | Tottenham Hotspur (2)                                                 | Sheffield Wednesday                                                   | Wolverhampton Wanderers                                               | Jimmy Greaves (Chelsea) (41)                                                                            |
| 1961./62.                                      | Ipswich Town (1)                                                      | Burnley                                                               | Tottenham Hotspur                                                     | Ray Crawford (Ipswich Town) i Derek Kevan (West Bromwich Albion) (33)                                   |
| 1962./63.                                      | Everton (6)                                                           | Tottenham Hotspur                                                     | Burnley                                                               | Jimmy Greaves (Tottenham Hotspur) (37)                                                                  |
| 1963./64.                                      | Liverpool (6)                                                         | Manchester United                                                     | Everton                                                               | Jimmy Greaves (Tottenham Hotspur) (35)                                                                  |
| 1964./65.                                      | Manchester United (6)                                                 | Leeds United                                                          | Chelsea                                                               | Andy McEvoy (Blackburn Rovers) i Jimmy Greaves (Tottenham Hotspur) (29)                                 |
| 1965./66.                                      | Liverpool (7)                                                         | Leeds United                                                          | Burnley                                                               | Willie Irvine (Burnley) (29)                                                                            |
| 1966./67.                                      | Manchester United (7)                                                 | Nottingham Forest                                                     | Tottenham Hotspur                                                     | Ron Davies (Southampton) (37)                                                                           |
| 1967./68.                                      | Manchester City (2)                                                   | Manchester United                                                     | Liverpool                                                             | George Best (Manchester United) i Ron Davies (Southampton) (28)                                         |
| 1968./69.                                      | Leeds United (1)                                                      | Liverpool                                                             | Everton                                                               | Jimmy Greaves (Tottenham Hotspur) (27)                                                                  |
| 1969./70.                                      | Everton (7)                                                           | Leeds United                                                          | Chelsea                                                               | Jeff Astle (West Bromwich Albion) (25)                                                                  |
| 1970./71.                                      | Arsenal (8)                                                           | Leeds United                                                          | Tottenham Hotspur                                                     | Tony Brown (West Bromwich Albion) (28)                                                                  |
| 1971./72.                                      | Derby County (1)                                                      | Leeds United                                                          | Liverpool                                                             | Francis Lee (Manchester City) (33)                                                                      |
| 1972./73.                                      | Liverpool[3] (8)                                                      | Arsenal                                                               | Leeds United                                                          | Bryan 'Pop' Robson (West Ham United) (28)                                                               |
| 1973./74.                                      | Leeds United (2)                                                      | Liverpool                                                             | Derby County                                                          | Mick Channon (Southampton) (21)                                                                         |
| 1974./75.                                      | Derby County (2)                                                      | Liverpool                                                             | Ipswich Town                                                          | Malcolm Macdonald (Newcastle United) (21)                                                               |
| 1975./76.                                      | Liverpool[3] (9)                                                      | Queens Park Rangers                                                   | Manchester United                                                     | Ted MacDougall (Norwich City) (23)                                                                      |
| 1976./77.                                      | Liverpool[4] (10)                                                     | Manchester City                                                       | Ipswich Town                                                          | Malcolm Macdonald (Arsenal) i Andy Gray (Aston Villa) (25)                                              |
| 1977./78.                                      | Nottingham Forest[5] (1)                                              | Liverpool                                                             | Everton                                                               | Bob Latchford (Everton) (30)                                                                            |
| 1978./79.                                      | Liverpool (11)                                                        | Nottingham Forest                                                     | West Bromwich Albion                                                  | Frank Worthington (Bolton Wanderers) (24)                                                               |
| 1979./80.                                      | Liverpool (12)                                                        | Manchester United                                                     | Ipswich Town                                                          | Phil Boyer (Southampton) (23)                                                                           |
| 1980./81.                                      | Aston Villa (7)                                                       | Ipswich Town                                                          | Arsenal                                                               | Peter Withe (Aston Villa) i Steve Archibald (Tottenham Hotspur) (20)                                    |
| 1981./82.[6]                                   | Liverpool[5](13)                                                      | Ipswich Town                                                          | Manchester United                                                     | Kevin Keegan (Southampton) (26)                                                                         |
| 1982./83.                                      | Liverpool[5] (14)                                                     | Watford                                                               | Manchester United                                                     | Luther Blissett (Watford) (27)                                                                          |
| 1983./84.                                      | Liverpool[4][5] (15)                                                  | Southampton                                                           | Nottingham Forest                                                     | Ian Rush (Liverpool) (32)                                                                               |
| 1984./85.                                      | Everton[7] (8)                                                        | Liverpool                                                             | Tottenham Hotspur                                                     | Kerry Dixon (Chelsea) i Gary Lineker (Leicester City) (24)                                              |
| 1985./86.                                      | Liverpool (16)                                                        | Everton                                                               | West Ham United                                                       | Gary Lineker (Everton) (30)                                                                             |
| 1986./87.                                      | Everton (9)                                                           | Liverpool                                                             | Tottenham Hotspur                                                     | Clive Allen (Tottenham Hotspur) (33)                                                                    |
| 1987./88.                                      | Liverpool (17)                                                        | Manchester United                                                     | Nottingham Forest                                                     | John Aldridge (Liverpool) (26)                                                                          |
| 1988./89.                                      | Arsenal (9)                                                           | Liverpool                                                             | Nottingham Forest                                                     | Alan Smith (Arsenal) (23)                                                                               |
| 1989./90.                                      | Liverpool (18)                                                        | Aston Villa                                                           | Tottenham Hotspur                                                     | Gary Lineker (Tottenham Hotspur) (24)                                                                   |
| 1990./91.                                      | Arsenal (10)                                                          | Liverpool                                                             | Crystal Palace                                                        | Alan Smith (Arsenal) (22)                                                                               |
| 1991./92.                                      | Leeds United (3)                                                      | Manchester United                                                     | Sheffield Wednesday                                                   | Ian Wright (Crystal Palace/Arsenal) (29)                                                                |
| Premier liga (1992. – danas)                   |                                                                       |                                                                       |                                                                       | |
| 1992./93.                                      | Manchester United (8)                                                 | Aston Villa                                                           | Norwich City                                                          | Teddy Sheringham (Nottingham Forest/Tottenham Hotspur) (22)                                             |
| 1993./94.                                      | Manchester United (9)                                                 | Blackburn Rovers                                                      | Newcastle United                                                      | Andy Cole (Newcastle United) (34)                                                                       |
| 1994./95.                                      | Blackburn Rovers (3)                                                  | Manchester United                                                     | Nottingham Forest                                                     | Alan Shearer (Blackburn Rovers) (34)                                                                    |
| 1995./96.                                      | Manchester United (10)                                                | Newcastle United                                                      | Liverpool                                                             | Alan Shearer (Blackburn Rovers) (31)                                                                    |
| 1996./97.                                      | Manchester United (11)                                                | Newcastle United                                                      | Arsenal                                                               | Alan Shearer (Newcastle United) (25)                                                                    |
| 1997./98.                                      | Arsenal (11)                                                          | Manchester United                                                     | Liverpool                                                             | Chris Sutton (Blackburn Rovers), Dion Dublin (Coventry City), Michael Owen (Liverpool) (18)             |
| 1998./99.                                      | Manchester United[8] (12)                                             | Arsenal                                                               | Chelsea                                                               | Jimmy Floyd Hasselbaink (Leeds United), Michael Owen (Liverpool), Dwight Yorke (Manchester United) (18) |
| 1999./00.                                      | Manchester United (13)                                                | Arsenal                                                               | Leeds United                                                          | Kevin Phillips (Sunderland) (30)                                                                        |
| 2000./01.                                      | Manchester United (14)                                                | Arsenal                                                               | Liverpool                                                             | Jimmy Floyd Hasselbaink (Chelsea) (23)                                                                  |
| 2001./02.                                      | Arsenal (12)                                                          | Liverpool                                                             | Manchester United                                                     | Thierry Henry (Arsenal) (24)                                                                            |
| 2002./03.                                      | Manchester United (15)                                                | Arsenal                                                               | Newcastle United                                                      | Ruud van Nistelrooy (Manchester United) (25)                                                            |
| 2003./04.                                      | Arsenal[2] (13)                                                       | Chelsea                                                               | Manchester United                                                     | Thierry Henry (Arsenal) (30)                                                                            |
| 2004./05.                                      | Chelsea[5] (2)                                                        | Arsenal                                                               | Manchester United                                                     | Thierry Henry (Arsenal) (25)                                                                            |
| 2005./06.                                      | Chelsea (3)                                                           | Manchester United                                                     | Liverpool                                                             | Thierry Henry (Arsenal) (27)                                                                            |
| 2006./07.                                      | Manchester United (16)                                                | Chelsea                                                               | Liverpool                                                             | Didier Drogba (Chelsea) (20)                                                                            |
| 2007./08.                                      | Manchester United (17)                                                | Chelsea                                                               | Arsenal                                                               | Cristiano Ronaldo (Manchester United) (31)                                                              |
| 2008./09.                                      | Manchester United (18)                                                | Liverpool                                                             | Chelsea                                                               | Nicolas Anelka (Chelsea) (19)                                                                           |
| 2009./10.                                      | Chelsea (4)                                                           | Manchester United                                                     | Arsenal                                                               | Didier Drogba (Chelsea) (29)                                                                            |
| 2010./11.                                      | Manchester United (19)                                                | Chelsea                                                               | Manchester City                                                       | Dimitar Berbatov (Manchester United) i Carlos Tévez (Manchester City) (20)                              |
| 2011./12.                                      | Manchester City (3)                                                   | Manchester United                                                     | Arsenal                                                               | Robin van Persie (Arsenal) (30)                                                                         |
| 2012./13.                                      | Manchester United (20)                                                | Manchester City                                                       | Chelsea                                                               | Robin van Persie (Manchester United) (26)                                                               |
| 2013./14.                                      | Manchester City (4)                                                   | Liverpool                                                             | Chelsea                                                               | Luis Suárez (Liverpool) (31)                                                                            |
| 2014./15.                                      | Chelsea (5)                                                           | Manchester City                                                       | Arsenal                                                               | Sergio Agüero (Manchester City) (26)                                                                    |
| 2015./16.                                      | Leicester City (1)                                                    | Arsenal                                                               | Tottenham Hotspur                                                     | Harry Kane (Tottenham Hotspur) (25)                                                                     |
| 2016./17.                                      | Chelsea (6)                                                           | Tottenham Hotspur                                                     | Manchester City                                                       | Harry Kane (Tottenham Hotspur) (29)                                                                     |
| 2017./18.                                      | Manchester City (5)                                                   | Manchester United                                                     | Tottenham Hotspur                                                     | Mohamed Salah (Liverpool) (32)                                                                          |
| 2018./19.                                      | Manchester City (6)                                                   | Liverpool                                                             | Chelsea                                                               | Mohamed Salah (Liverpool), Sadio Mané (Liverpool), Pierre-Emerick Aubameyang (Arsenal) (22)             |
| 2019./20.                                      | Liverpool (19)                                                        | Manchester City                                                       | Manchester United                                                     | Jamie Vardy (Leicester City) (23)                                                                       |
| 2020./21.                                      | Manchester City (7)                                                   | Manchester United                                                     | Liverpool                                                             | Harry Kane (Tottenham Hotspur) (23)                                                                     |
| 2021./22.                                      | Manchester City (8)                                                   | Liverpool                                                             | Chelsea                                                               | Mohamed Salah (Liverpool), Son Heung-min (Tottenham Hotspur) (23)                                       |
| 2022./23.                                      | Manchester City (9)                                                   | Arsenal                                                               | Manchester United                                                     | Erling Haaland (Manchester City) (36)                                                                   |
| 2023./24.                                      | Manchester City (10)                                                  | Arsenal                                                               | Liverpool                                                             | Erling Haaland (Manchester City) (27)                                                                   |
| 2024./25.                                      | Liverpool (20)                                                        | Arsenal                                                               | Manchester City                                                       | Mohamed Salah (Liverpool) (29)                                                                          |

Podebljano oznaka za dvostruku krunu: Liga i FA kup/Liga kup ili Liga i UEFA Liga prvaka/UFA Europska liga 

Podebljano italic oznaka za trostruku krunu: Liga i FA kup/Liga kup i UEFA Liga prvaka/UFA Europska liga 

Italic oznaka za domaću trostruku krunu: Liga, FA kup i Liga kup

## Ukupan broj titula
Dvadeset i četiri kluba su bili prvaci.
| Klub                    | Sjedište            | Pobjednik | Drugoplasirani | Trećeplasirani | Godina osvajanja |
| ----------------------- | ------------------- | --------- | -------------- | -------------- | --- |
| Manchester United       | Manchester          | 20        | 17             | 8              | 1907./08., 1910./11., 1951./52., 1955./56., 1956./57., 1964./65., 1966./67., 1992./93., 1993./94., 1995./96., 1996./97., 1998./99., 1999./00., 2000./01., 2002./03., 2006./07., 2007./08., 2008./09., 2010./11., 2012./13. |
| Liverpool               | Liverpool           | 20        | 15             | 9              | 1900./01., 1905./06., 1921./22., 1922./23., 1946./47., 1963./64., 1965./66., 1972./73., 1975./76., 1976./77., 1978./79., 1979./80., 1981./82., 1982./83., 1983./84., 1985./86., 1987./88., 1989./90., 2019./20., 2023./24. |
| Arsenal                 | London              | 13        | 12             | 9              | 1930./31., 1932./33., 1933./34., 1934./35., 1937./38., 1947./48., 1952./53., 1970./71., 1988./89., 1990./91., 1997./98., 2001./02., 2003./04.                                                                              |
| Manchester City         | Manchester          | 10        | 6              | 6              | 1936./37., 1967./68., 2011./12., 2013./14., 2017./18., 2018./19., 2020./21., 2021./22., 2022./23., 2023./24. |
| Everton                 | Liverpool           | 9         | 7              | 7              | 1890./91., 1914./15., 1927./28., 1931./32., 1938./39., 1962./63., 1969./70., 1984./85., 1986./87. |
| Aston Villa             | Birmingham          | 7         | 10             | 2              | 1893./94., 1895./96., 1896./97., 1898./99., 1899./00., 1909./10., 1980./81. |
| Sunderland              | Sunderland          | 6         | 5              | 8              | 1891./92., 1892./93., 1894./95., 1901./02., 1912./13., 1935./36. |
| Chelsea                 | London              | 6         | 4              | 9              | 1954./55., 2004./05., 2005./06., 2009./10., 2014./15., 2016./17. |
| Newcastle United        | Newcastle upon Tyne | 4         | 2              | 4              | 1904./05., 1906./07., 1908./09., 1926./27. |
| Sheffield Wednesday[9]  | Sheffield           | 4         | 1              | 7              | 1902./03., 1903./04., 1928./29., 1929./30. |
| Wolverhampton Wanderers | Wolverhampton       | 3         | 5              | 6              | 1953./54., 1957./58., 1958./59. |
| Leeds United            | Leeds               | 3         | 5              | 2              | 1968./69., 1973./74., 1991./92. |
| Huddersfield Town       | Huddersfield        | 3         | 3              | 3              | 1923./24., 1924./25., 1925./26. |
| Blackburn Rovers        | Blackburn           | 3         | 1              | 3              | 1911./12., 1913./14., 1994./95. |
| Preston North End       | Preston             | 2         | 6              | 2              | 1888./89., 1889./90. |
| Tottenham Hotspur       | London              | 2         | 5              | 11             | 1950./51., 1960./61. |
| Derby County            | Derby               | 2         | 3              | 4              | 1971./72., 1974./75. |
| Burnley                 | Burnley             | 2         | 2              | 5              | 1920./21., 1959./60. |
| Portsmouth              | Portsmouth          | 2         | 0              | 1              | 1948./49., 1949./50. |
| Nottingham Forest       | Nottingham          | 1         | 2              | 4              | 1977./78. |
| Ipswich Town            | Ipswich             | 1         | 2              | 3              | 1961./62. |
| West Bromwich Albion    | West Browmwich      | 1         | 2              | 1              | 1919./20. |
| Sheffield United        | Sheffield           | 1         | 2              | 0              | 1897./98. |
| Leicester City          | Leicester           | 1         | 1              | 1              | 2015./16. |
| Blackpool               | Blackpool           | 0         | 1              | 1              | |
| Charlton Athletic       | London              | 0         | 1              | 1              | |
| Bristol City            | Bristol             | 0         | 1              | 0              | |
| Cardiff City            | Cardiff             | 0         | 1              | 0              | |
| Oldham Athletic         | Oldham              | 0         | 1              | 0              | |
| Queens Park Rangers     | London              | 0         | 1              | 0              | |
| Southampton             | Southampton         | 0         | 1              | 0              | |
| Watford                 | Watford             | 0         | 1              | 0              | |
| Bolton Wanderers        | Bolton              | 0         | 0              | 3              | |
| Notts County            | Nottingham          | 0         | 0              | 2              | |
| Crystal Palace          | London              | 0         | 0              | 1              | |
| Middlesbrough           | Middlesbrough       | 0         | 0              | 1              | |
| Norwich City            | Norwich             | 0         | 0              | 1              | |
| West Ham United         | London              | 0         | 0              | 1              | |

## Ukupan broj titula po gradovima
| Grad          | Broj titula | Klubovi                                          |
| ------------- | ----------- | ------------------------------------------------ |
| Manchester    | 30          | Manchester United (20), Manchester City (10)     |
| Liverpool     | 29          | Liverpool (20), Everton (9)                      |
| London        | 21          | Arsenal (13), Chelsea (6), Tottenham Hotspur (2) |
| Birmingham    | 7           | Aston Villa (7)                                  |
| Sunderland    | 6           | Sunderland (6)                                   |
| Sheffield     | 5           | Sheffield Wednesday (4), Sheffield United (1)    |
| Newcastle     | 4           | Newcastle United (4)                             |
| Wolverhampton | 3           | Wolverhampton Wanderers (3)                      |
| Leeds         | 3           | Leeds United (3)                                 |
| Huddersfield  | 3           | Huddersfield Town (3)                            |
| Blackburn     | 3           | Blackburn Rovers (3)                             |
| Preston       | 2           | Preston North End (2)                            |
| Burnley       | 2           | Burnley (2)                                      |
| Derby         | 2           | Derby County (2)                                 |
| Portsmouth    | 2           | Portsmouth (2)                                   |
| Ipswich       | 1           | Ipswich Town (1)                                 |
| Nottingham    | 1           | Nottingham Forest (1)                            |
| West Bromwich | 1           | West Bromwich Albion (1)                         |
| Leicester     | 1           | Leicester City (1)                               |

## Broj titula po desetljećima
| 1880-ih | Momčadi           |
| 1       | Preston North End |

| 1890-ih | Momčadi                                      |
| 4       | Aston Villa                                  |
| 3       | Sunderland                                   |
| 1       | Preston North End, Everton, Sheffield United |

| 1900-ih | Momčadi                                    |
| 3       | Newcastle United                           |
| 2       | Liverpool, The Wednesday                   |
| 1       | Aston Villa, Sunderland, Manchester United |

| 1910-ih | Momčadi                                             |
| 2       | Blackburn Rovers                                    |
| 1       | Aston Villa, Manchester United, Sunderland, Everton |

- Liga se nije igrala između 1916. – 1919. zbog Prvog svjeskog rata

| 1920-ih | Momčadi                                                          |
| 3       | Huddersfield Town                                                |
| 2       | Liverpool                                                        |
| 1       | West Bromwich Albion, Burnley, Newcastle, Everton, The Wednesday |

| 1930-ih | Momčadi                                          |
| 5       | Arsenal                                          |
| 2       | Everton                                          |
| 1       | Sheffield Wednesday, Sunderland, Manchester City |

| 1940-ih | Momčadi                        |
| 1       | Liverpool, Arsenal, Portsmouth |

- Liga se nije igrala između 1940. – 1946. zbog Drugog svjeskog rata

| 1950-ih | Momčadi                                    |
| 3       | Manchester United, Wolverhampton Wanderers |
| 1       | Portsmouth, Spurs, Arsenal, Chelsea        |

| 1960-ih | Momčadi                                                                          |
| 2       | Liverpool, Manchester United                                                     |
| 1       | Burnley, Tottenham Hotspur, Ipswich Town, Everton, Manchester City, Leeds United |

| 1970-ih | Momčadi                                           |
| 4       | Liverpool                                         |
| 2       | Derby County                                      |
| 1       | Everton, Arsenal, Leeds United, Nottingham Forest |

| 1980-ih | Momčadi              |
| 6       | Liverpool            |
| 2       | Everton              |
| 1       | Aston Villa, Arsenal |

| 1990-ih | Momčadi                                   |
| 5       | Manchester United                         |
| 2       | Arsenal                                   |
| 1       | Liverpool, Leeds United, Blackburn Rovers |

| 2000-ih | Momčadi           |
| 6       | Manchester United |
| 2       | Arsenal, Chelsea  |

| 2010-ih | Momčadi           |
| 4       | Manchester City   |
| 3       | Chelsea           |
| 2       | Manchester United |
| 1       | Leicester         |

| 2020-ih | Momčadi         |
| 4       | Manchester City |
| 2       | Liverpool       |

## Vanjske poveznice
- – rsssf.com
- Arhivirana inačica izvorne stranice od 3. siječnja 2006. (Wayback Machine) – vilacom.net/sports
- Arhivirana inačica izvorne stranice od 2. veljače 2006. (Wayback Machine) – sports123.com

| 1. – 4. rang | FA Premier liga (prvaci / vječna tablica) • Championship • League One • League Two |
|              | |
| 5. – 6. rang | Football Conference (National • North • South) |
|              | |
| 7. – 8. rang | Northern Premier (Premier Division • Division One North • Division One South) • Southern League (Premier Division • Division One Midlands • Division One South & West) • Isthmian League (Premier Division • Division One North • Division One South) |
|              | |
| bivše lige   | Football Alliance |

| trenutni | FA kup • Liga kup • FA Community Shield • EFL Trophy • FA Trophy • FA Vase • FA NLS Cup |
|          | |
| bivši    | Full Members Cup • Football League Super Cup • Mercantile Credit Centenary Trophy • Football League Group Cup • Football League War Cup • Watney Cup • Conference League Cup • FA Amateur Cup • Southern Professional Floodlit Cup |

| 1. – 4. rang | FA Premier liga (prvaci / vječna tablica) • Championship • League One • League Two |
|              | |
| 5. – 6. rang | Football Conference (National • North • South) |
|              | |
| 7. – 8. rang | Northern Premier (Premier Division • Division One North • Division One South) • Southern League (Premier Division • Division One Midlands • Division One South & West) • Isthmian League (Premier Division • Division One North • Division One South) |
|              | |
| bivše lige   | Football Alliance |

| trenutni | FA kup • Liga kup • FA Community Shield • EFL Trophy • FA Trophy • FA Vase • FA NLS Cup |
|          | |
| bivši    | Full Members Cup • Football League Super Cup • Mercantile Credit Centenary Trophy • Football League Group Cup • Football League War Cup • Watney Cup • Conference League Cup • FA Amateur Cup • Southern Professional Floodlit Cup |

| 1. – 4. rang | FA Premier liga (prvaci / vječna tablica) • Championship • League One • League Two |
|              | |
| 5. – 6. rang | Football Conference (National • North • South) |
|              | |
| 7. – 8. rang | Northern Premier (Premier Division • Division One North • Division One South) • Southern League (Premier Division • Division One Midlands • Division One South & West) • Isthmian League (Premier Division • Division One North • Division One South) |
|              | |
| bivše lige   | Football Alliance |

| trenutni | FA kup • Liga kup • FA Community Shield • EFL Trophy • FA Trophy • FA Vase • FA NLS Cup |
|          | |
| bivši    | Full Members Cup • Football League Super Cup • Mercantile Credit Centenary Trophy • Football League Group Cup • Football League War Cup • Watney Cup • Conference League Cup • FA Amateur Cup • Southern Professional Floodlit Cup |

| 1. – 4. rang | FA Premier liga (prvaci / vječna tablica) • Championship • League One • League Two |
|              | |
| 5. – 6. rang | Football Conference (National • North • South) |
|              | |
| 7. – 8. rang | Northern Premier (Premier Division • Division One North • Division One South) • Southern League (Premier Division • Division One Midlands • Division One South & West) • Isthmian League (Premier Division • Division One North • Division One South) |
|              | |
| bivše lige   | Football Alliance |

| trenutni | FA kup • Liga kup • FA Community Shield • EFL Trophy • FA Trophy • FA Vase • FA NLS Cup |
|          | |
| bivši    | Full Members Cup • Football League Super Cup • Mercantile Credit Centenary Trophy • Football League Group Cup • Football League War Cup • Watney Cup • Conference League Cup • FA Amateur Cup • Southern Professional Floodlit Cup |

| Momčadi FA Premier lige                                                          | Momčadi FA Premier lige |
| -------------------------------------------------------------------------------- | --- |
|                                                                                  | |
| Članovi 2024./25.                                                                | Arsenal • Aston Villa • Bournemouth • Brentford • Brighton & Hove Albion • Chelsea • Crystal Palace • Everton • Fulham • Ipswich Town • Leicester City • Liverpool • Manchester City • Manchester United • Newcastle United • Nottingham Forest • Southampton • Tottenham Hotspur • West Ham United • Wolverhampton Wanderers |
|                                                                                  | |
| Bivše momčadi (1992. – 2024.)                                                    | Barnsley • Birmingham City • Blackburn Rovers • Blackpool • Bolton Wanderers • Bradford City • Burnley • Cardiff City • Charlton Athletic • Coventry City • Derby County • Fulham • Huddersfield Town • Hull City • Leeds United • Luton Town • Middlesbrough • Norwich City • Oldham Athletic • Portsmouth • Queens Park Rangers • Reading • Sheffield Wednesday • Sheffield United • Stoke City • Sunderland • Swansea City • Swindon Town • Watford • West Bromwich Albion • Wigan Athletic • Wimbledon |
|                                                                                  | |
| Bivše momčadi Football Leaguea (1888. – 1892.) i First Divisiona (1892. – 1992.) | Accrington • Bradford Park Avenue • Bristol City • Bury • Carlisle United • Darwen • Glossop North End • Grimsby Town • Leyton Orient • Millwall • Northampton Town • Notts County • Oxford United • Preston North End |

| Momčadi FA Premier lige                                                          | Momčadi FA Premier lige |
| -------------------------------------------------------------------------------- | --- |
|                                                                                  | |
| Članovi 2024./25.                                                                | Arsenal • Aston Villa • Bournemouth • Brentford • Brighton & Hove Albion • Chelsea • Crystal Palace • Everton • Fulham • Ipswich Town • Leicester City • Liverpool • Manchester City • Manchester United • Newcastle United • Nottingham Forest • Southampton • Tottenham Hotspur • West Ham United • Wolverhampton Wanderers |
|                                                                                  | |
| Bivše momčadi (1992. – 2024.)                                                    | Barnsley • Birmingham City • Blackburn Rovers • Blackpool • Bolton Wanderers • Bradford City • Burnley • Cardiff City • Charlton Athletic • Coventry City • Derby County • Fulham • Huddersfield Town • Hull City • Leeds United • Luton Town • Middlesbrough • Norwich City • Oldham Athletic • Portsmouth • Queens Park Rangers • Reading • Sheffield Wednesday • Sheffield United • Stoke City • Sunderland • Swansea City • Swindon Town • Watford • West Bromwich Albion • Wigan Athletic • Wimbledon |
|                                                                                  | |
| Bivše momčadi Football Leaguea (1888. – 1892.) i First Divisiona (1892. – 1992.) | Accrington • Bradford Park Avenue • Bristol City • Bury • Carlisle United • Darwen • Glossop North End • Grimsby Town • Leyton Orient • Millwall • Northampton Town • Notts County • Oxford United • Preston North End |

| FA Premier liga | FA Premier liga |
| --------------- | --- |
|                 | |
| 1990-e          | 1992./93. • 1993./94. • 1994./95. • 1995./96. • 1996./97. • 1997./98. • 1998./99. • 1999./00.                         |
|                 | |
| 2000-e          | 2000./01. • 2001./02. • 2002./03. • 2003./04. • 2004./05. • 2005./06. • 2006./07. • 2007./08. • 2008./09. • 2009./10. |
|                 | |
| 2010-e          | 2010./11. • 2011./12. • 2012./13. • 2013./14. • 2014./15. • 2015./16. • 2016./17. • 2017./18. • 2018./19. • 2019./20. |
|                 | |
| 2020-e          | 2020./21. • 2021./22. • 2022./23. • 2023./24. • 2024./25. • 2025./26.                                                 |

| FA Premier liga | FA Premier liga |
| --------------- | --- |
|                 | |
| 1990-e          | 1992./93. • 1993./94. • 1994./95. • 1995./96. • 1996./97. • 1997./98. • 1998./99. • 1999./00.                         |
|                 | |
| 2000-e          | 2000./01. • 2001./02. • 2002./03. • 2003./04. • 2004./05. • 2005./06. • 2006./07. • 2007./08. • 2008./09. • 2009./10. |
|                 | |
| 2010-e          | 2010./11. • 2011./12. • 2012./13. • 2013./14. • 2014./15. • 2015./16. • 2016./17. • 2017./18. • 2018./19. • 2019./20. |
|                 | |
| 2020-e          | 2020./21. • 2021./22. • 2022./23. • 2023./24. • 2024./25. • 2025./26.                                                 |

| Europske prve nogometne lige (UEFA) | Europske prve nogometne lige (UEFA) |
| ----------------------------------- | --- |
|                                     | |
| Sadašnje                            | Albanija • Andora • Armenija • Austrija • Azerbajdžan • Belgija • Bjelorusija • Bosna i Herzegovina • Bugarska • Cipar • Crna Gora • Češka • Danska • Engleska • Estonija • Farski otoci • Finska • Francuska • Gibraltar • Grčka • Gruzija • Hrvatska • Irska • Island • Italija • Izrael • Kazahstan • Kosovo • Latvija • Litva • Luksemburg • Mađarska • Malta • Moldavija • Nizozemska • Norveška • Njemačka • Poljska • Portugal • Rumunjska • Rusija • San Marino • Sjeverna Irska • Sjeverna Makedonija • Slovačka • Slovenija • Srbija • Škotska • Španjolska • Švedska • Švicarska • Turska • Ukrajina • Wales |
|                                     | |
| Bivše                               | Čehoslovačka • DR Njemačka • Jugoslavija • Sovjetski savez • Srbija i Crna Gora |

| Europske prve nogometne lige (UEFA) | Europske prve nogometne lige (UEFA) |
| ----------------------------------- | --- |
|                                     | |
| Sadašnje                            | Albanija • Andora • Armenija • Austrija • Azerbajdžan • Belgija • Bjelorusija • Bosna i Herzegovina • Bugarska • Cipar • Crna Gora • Češka • Danska • Engleska • Estonija • Farski otoci • Finska • Francuska • Gibraltar • Grčka • Gruzija • Hrvatska • Irska • Island • Italija • Izrael • Kazahstan • Kosovo • Latvija • Litva • Luksemburg • Mađarska • Malta • Moldavija • Nizozemska • Norveška • Njemačka • Poljska • Portugal • Rumunjska • Rusija • San Marino • Sjeverna Irska • Sjeverna Makedonija • Slovačka • Slovenija • Srbija • Škotska • Španjolska • Švedska • Švicarska • Turska • Ukrajina • Wales |
|                                     | |
| Bivše                               | Čehoslovačka • DR Njemačka • Jugoslavija • Sovjetski savez • Srbija i Crna Gora |